# Hyperversum Next
Hyperversum next è un romanzo fantasy di ambientazione storica per ragazzi del 2016 scritto da Cecilia Randall (pseudonimo dell'italiana Cecilia Randazzo), quarto della serie di sei romanzi iniziata con Hyperversum. Come i precedenti è stato pubblicato da Giunti Editore. L'autrice, nella nota a fine libro, ha specificato che non si tratta di Hyperversum 4, ma lo considera un "20 anni dopo" in quanto scritto subito dopo il primo romanzo, ma poi rimasto inedito e pubblicato solo successivamente alla prima trilogia.

## Trama
Diciotto anni dopo gli eventi narrati in "Il cavaliere del tempo", Daniel e Jodie hanno una figlia sedicenne, Alexandra Freeland. Ian viene ogni tanto a visitare la famiglia tramite il videogioco Hyperversum next, ma Alexandra è totalmente all'oscuro del fatto che egli viva in realtà nel medioevo e che il gioco costituisca per lui ed i genitori una "porta" verso il passato.
Un giorno Alex, durante l'assenza da casa dei genitori, scopre la riproduzione di un codice miniato medioevale nella libreria del padre e vi trova all'interno annotati il codice e la password di una partita del videogioco, decidendo di provarli con il vecchio computer che Daniel ha conservato con il gioco installato.
Si ritrova così incredibilmente trasportata nel 1233, dove assiste sconvolta all'omicidio di uno speziale da parte di criminali ai quali questi ha appena venduto delle misteriose fiale. Alex riesce però ad impossessarsi di una fiala; viene purtroppo notata dai criminali ma durante la fuga si imbatte in Marc de Ponthieu, il figlio diciottenne primogenito di Ian nel medioevo, che la salva. Questi la porta con sé a vedere un torneo cavalleresco indetto dal Re di Francia Luigi IX presso Auxi-Le-Chateau, centro del feudo di Guillaume de Ponthieu, zio di Marc. Qui giunto Marc incontra il suo fratello minore Michel, che gli ricorda che loro padre (Ian) aveva ordinato allo stesso Marc di rimanere in punizione presso un monastero per tutta la durata del torneo.
Resosi conto della gravità della disobbedienza, Marc decide di recarsi al monastero e Alex lo supplica di portarlo con sè. Durante il tragitto però i due ragazzi vengono attaccati dai criminali che avevano assassinato lo speziale: a causa di un equivoco Marc viene scambiato per Alex e rapito, mentre la ragazza riesce a fuggire e tornare a Auxi-le-Chateau per dare l'allarme. Dopo qualche difficoltà ad essere creduta, Alex riesce a convincere Michel e alcuni altri giovani suoi amici nobili a partire immediatamente nella notte per portare aiuto a Marc, ma senza poter allertare Ian, Guillaume e gli altri feudatari.
I giovani si rendono presto conto che Marc è prigioniero in una casaforte sorvegliata da soldati, il che significa che il rapimento non è opera di comuni criminali ma che qualche altro feudatario deve essere necessariamente coinvolto nel rapimento. Grazie anche al coraggioso contributo di Alex, Marc viene liberato dai rapitori che stavano per ucciderlo dopo averlo torturato interrogandolo a proposito della vicenda delle fiale e dello speziale, di cui peraltro Marc era totalmente all'oscuro. Durante la fuga Alex si ferisce con la fiala che aveva sottratto, la quale si rivela essere un potente allucinogeno. Inoltre, Marc e Alex si scoprono innamorati l'uno dell'altra.
Tornati tutti ad Auxi, Alex e Ian si incrociano per la prima volta nel medioevo e si riconoscono con incredulità reciproca. Ian presenta allora Alex come dama Alexandra Freeland, figlia di Daniel, fra lo stupore di tutti i presenti nonché della stessa Alex, che non sapeva ovviamente nulla riguardo ai trascorsi medioevali del padre e della sua notorietà fra i feudatari francesi.
Unendo il racconto delle torture subite da Marc con la testimonianza di Alex riguardo allo speziale, i protagonisti si rendono conto che un feudatario importante sta cercando di assassinare qualcuno, ma non riescono a definire il quadro dei fatti. Tuttavia un’intuizione di Marc lo porta a individuare l'attentatore nel potentissimo conte di Morlhon presente al torneo e la vittima designata niente meno che nel re Luigi IX. Marc riesce quindi a sventare l'assassinio del Re ma le sue accuse contro Morlhon non trovano riscontri probatori concreti. L'accusa è tuttavia così grave che Marc e Morlhon devono scontrarsi all'ultimo sangue per provare chi dei due abbia ragione. Questo getta nell'angoscia tanto Alex che Ian, ma Marc riesce ad avere la meglio sul pur più esperto e temibile conte.
Daniel riesce finalmente a giungere sul posto tramite Hyperversum, riportando la figlia Alex a casa nel presente, ma questo lascia Alex e soprattutto Marc frustrati del loro amore reciproco. Poco dopo il rientro a casa, il computer di Daniel con l’installazione di Hyperversum Next si guasta e né tentando riparazioni né installando il gioco su un nuovo computer si riesce a riaprire il "collegamento" con il XIII secolo, isolando quindi Ian e Marc nel passato e Daniel e Alexandra nel presente.
Due anni dopo, Alexandra è maggiorenne ed il giorno del suo diploma prova ad installare l'ultima versione del gioco (Hyperversum Ultimate) su un nuovo computer, riuscendo finalmente a compiere nuovamente un ritorno al '200 e rincontrare Marc...